# Anstalten Salberga
Salberga är en kriminalvårdsanstalt i Sala med plats för 294 intagna, vilket gör den till en av Sveriges största. Anstalten är sluten och har säkerhetsklass 1. Totalt har den cirka 300 anställda, de flesta kriminalvårdare. På platsen fanns tidigare ett mentalsjukhus från 1930 (senare specialsjukhus fram till 1997).
Helmer Ljus blev Sveriges äldste livstidsfånge; den 14 september 2023 avled han 95 år gammal på Salbergaanstaltens sjukavdelning. 